# Gonzalo Gavira
Gonzalo Gavira (30 de octubre de 1925 - 9 de enero de 2005) fue un técnico de sonido cinematográfico mexicano. Formó parte del equipo que recibió el Premio Oscar de la Academia de Artes y Ciencias Cinematográficas de los Estados Unidos en 1974 por el sonido de la película El Exorcista bajo la dirección de sonido de Robert Knudson y Christopher Newman. Participó también en las películas El bueno, el malo y el feo, El topo e Infierno en la Torre.
Recibió el Ariel de Plata en 1974 otorgado por la Academia Mexicana de Artes y Ciencias Cinematográficas y la Medalla Salvador Toscano al Mérito Cinematográfico en 1988 otorgada por la Cineteca Nacional de México.
Falleció el 9 de enero de 2005 a los 79 años.